# Navigazione Generale Italiana

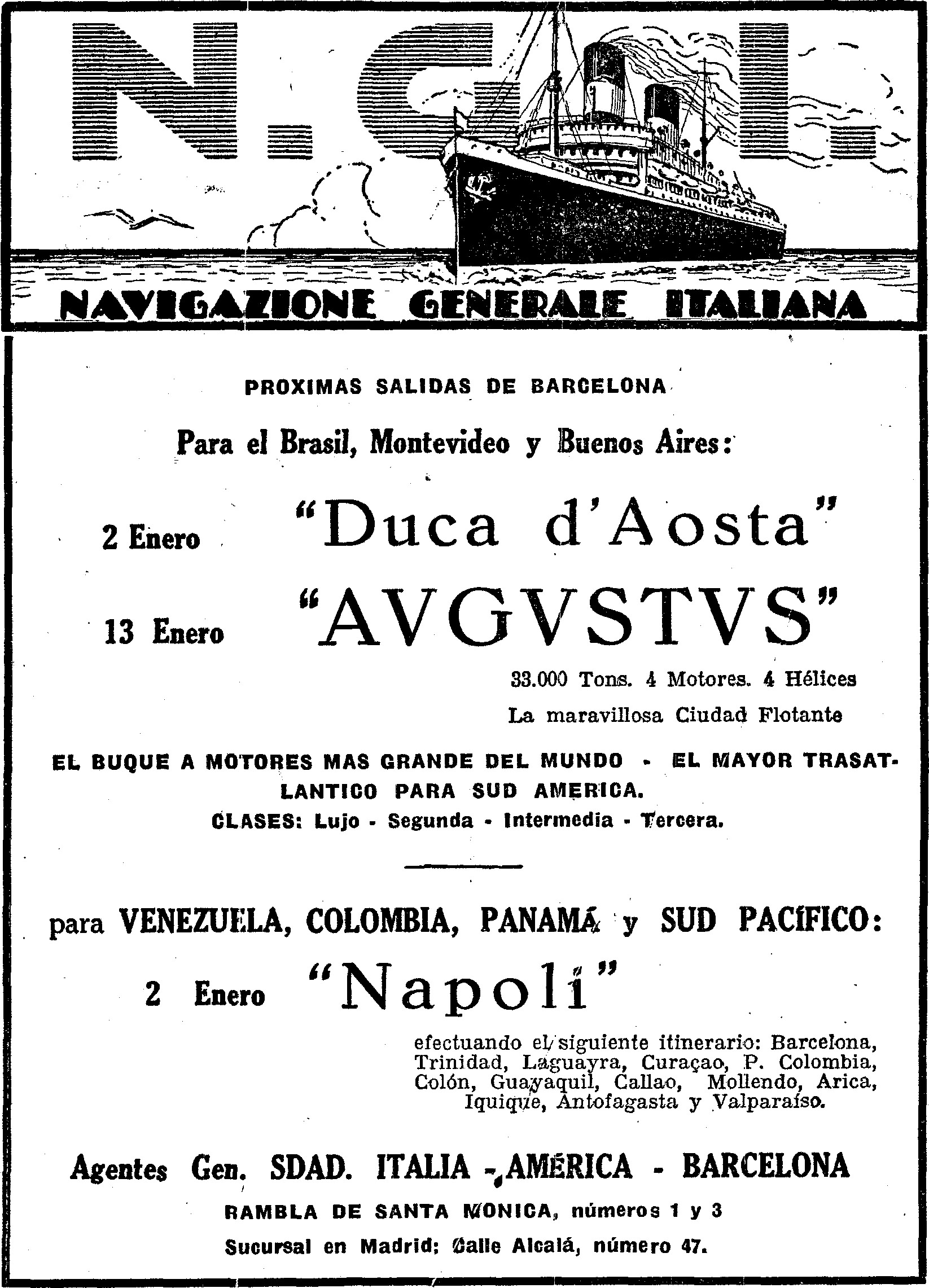
Navigazione-Generale-Italiana-1927

Navigazione Generale Italiana va ser una companyia naviliera que va fundar-se l'any 1881 arran de la fusió de les companyies Ignazio & Vincenzo Florio de Palerm i Raffaele Rubattino de Gènova. De les 100.000 accions que representava el capital social, el 40% corresponia als Florio, mentre que l'altre 40% corresponia als socis de la companyia Rubattino, el restant 20% va ser a la Società Generale di Credito Mobiliare, la qual havia patrocinat la fusió i brindava el suport financer per al desenvolupament de la flota, mitjançant crèdits directes, o per mitjà de col·locacions de títols en la Borsa.
Les empreses Ignazio & Vincenzo Florio i ,Raffaele Rubattino a més d'operar al Mediterrani, al moment de la fusió estaven interessades en els trànsits comercials en dues diverses àrees geogràfiques, la primera operava al llarg de les rutes cap als Estats Units i el Canadà,  mentre que la segona gestionava una sèrie d'enllaços marítims entre Itàlia i els ports de l'Índia i de l'Extrem Orient a través del canal de Suez.

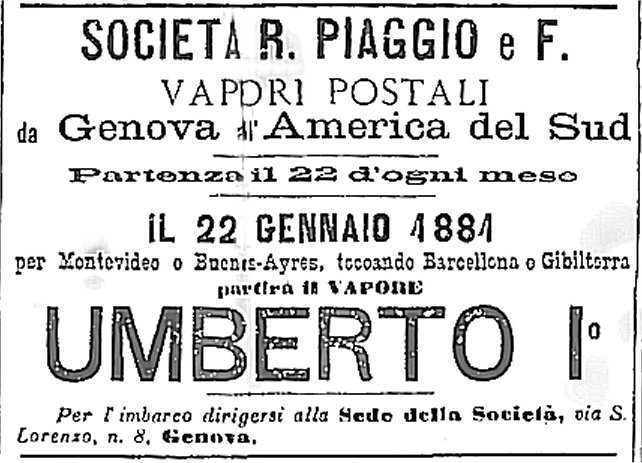
Publicació en la Gazzetta provincial de Bergamo del 3-01-1881.

Tenien una flotta de 83 emabarcacions, i aviat varen superar les cent. La nova societat, a més d'operar els serveis marítims de les dues empreses fundadores, va ampliar les seves activitats a partir de 1884 amb enllaços cap al Sud Amèrica. Per a potenciar aquest nou servei en 1885 la societat va adquirir els vaixells de la "Societat Italiana Transports Marítims Abast & Co." i de la "Societat Rocco Piaggio & Fills".

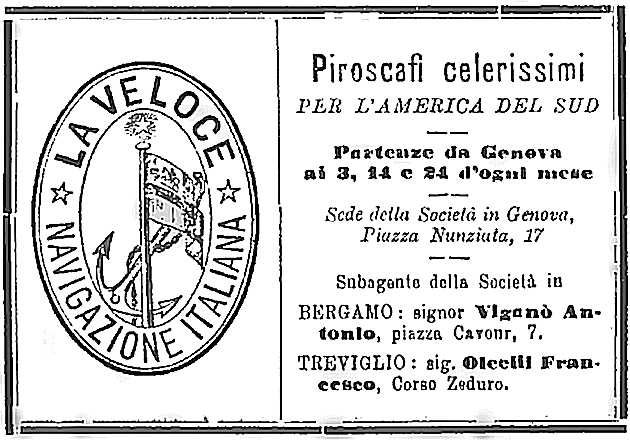
"La Veloce" publicació en la Gazzetta provincial de Bergamo del 23-01-1890.

La empresa  "Societat Italiana de Transporti Marítim Abast & Co." va ser fundada a Gènova en 1882 per Carlo, Edilio i Armant Abast i va prestar serveis de càrregues i passatgers entre Itàlia i Sud Amèrica, mentre la "Societat Rocco Piaggio & Fills" fundada a Gènova en el 1870 unia Gènova amb Montevideo i Buenos Aires fent escala a les Illes Canàries. A partir de l'any 1883, i després haver aconseguit un acord amb la "Societat Italiana de Transporti Marítim Abast & Co." es va inaugurar un trajecte entre Gènova i Nàpols amb el Riu de la Plata.
Després la fallida de la societat Crèdit Mobiliare i de la Banca Generale, a la meitat de la dècada de 1890 el principal suport financer i borsari vi de la mà de la Banca Commerciale Italiana i d'altres bancs.
A partir del 1901 N.G.I. va prendre el control de la societat "La Veloce", que era una companyia naviliera que va ser fundada en 1884 que desenvolupava els seus serveis entre Itàlia i Sud Amèrica, convertint-la en una de les seves filials fins a 1924 quan va ser totalment absorbida per part de N.G.I.
En 1906 la empresa va comprar la "Itàlia Societat de Navegació a Vapor" una societat de navegació que es va fundar a Gènova en 1899 que efectuava serveis cap a Sud Amèrica i que en 1917 seria convertida en una nova companyia denominada "Transoceanica Società Italiana di Navigazione".
El 13 de juny de 1910 es va aprovar la llei sobre els convenis marítims, es va constituir la Societat Nacional dels Serveis Marítims en els quals vénen adjudicats gairebé tots els serveis convencionals i als quals la N.G.I. cedeix gran part de la seva flota deixant de gestionar la xarxa de trajectes subvencionats al Mediterrani, deixant enterament aquest sector de trànsit a la Societat Nacional Serveis Marítims i concentrant els seus interessos sobre les rutes cap a les Amèriques mantenint en lla seva flota solament 19 vaixells.
En la mateixa època els Florio van perdre el comandament de la N.G.I., i aquest va passar a mans de la Banca Commerciale Italiana, la qual augmento la seva participació.
En el 1910 la Navegació General Italiana va adquirir una participació accionarial en l'empresa Lloyd Italiano una companyia naviliera fundada a Gènova en 1904 per Erasmo Piaggio que realitzava trajectes entre Itàlia i el Nord i Sud d'Amèrica. L'any 1918 aquesta filial va ser completament absorbida per la seva matriu.
L'any 1917 després de la compra de la empresa Sicula Americana, es va fundar la "Transoceanica Societat Italiana de Navegació", la flota de la qual en 1921 va ser absorbida juntament amb la flotta de "Societat Comercial Italiana de Navegació" de N.G.I.
En 1932 la empresa N.G.I va fusionar-se amb la empresa Lloyd Sabaudo i amb Cosulich Società Triestina di Navigazione formant així la societat Itàlia Flotte Riunite, també coneguda com Italian Line.

## Vaixells cèlebres
- Regina Margherita (1884-1906)
- SS Sirio (1883-1906)
- SS Duca di Genova (1908-1918)
- SS Colombo (1917-1931)
- SS Giulio Cesare (1922-1931)
- SS Duilio (1923-1931)
- SS Roma (1926-1931)
- MS Augustus (1927-1931)
- SS Orazio (1927-1931)
- SS Virgili (1928-1931)
- SS Taormina (1918-1929)